# Radha Poonoosamy
Radha Poonoosamy (Tamil ராதா பொன்னுசாமி படையாச்சி; geboren als Radha Padayachee; geb. 18. September 1924 in Durban; gest. Januar 2008) war eine mauritische Politikerin und Frauenrechtsaktivistin. 1975 wurde sie zur ersten Ministerin des Landes ernannt.

## Biographie
Radha Padayachee kam 1924 als Tochter einer indischstämmigen Familie im südafrikanischen Durban zur Welt.
Sie studierte an der Universität von Natal, wo sie sich intensiv gegen die Apartheid engagierte und Mitglied des Studentenrates des Indian National Congress war, der gegen die Diskriminierung der Inder in Südafrika kämpfte. Sie wurde Leiterin der Frauenabteilung und Mitglied des Exekutivkomitees des African National Congress (ANC).
Sie heiratete den Arzt Valaydon Poonoosamy und ließ sich mit ihm 1952 auf Mauritius nieder. Nach ihrer Einbürgerung setzte sie dort ihr Engagement in der Labour Party von Mauritius fort. Sie war auch Gründerin der Indo-Mauritian Catholic Association.
Im Jahr 1975 wurde Poonoosamy zur Abgeordneten der Nationalversammlung gewählt und zur ersten Ministerin des Landes mit Zuständigkeit für Frauenangelegenheiten ernannt. Sie trug in ihrer Amtszeit zur Verabschiedung von Gesetzen gegen Geschlechterdiskriminierung bei, brachte feministische Anliegen in die nationale Agenda ein und setzte sich für die politische, soziale und wirtschaftliche Teilhabe von Frauen ein. Sie leitete die mauritische Delegation bei der ersten UN-Weltfrauenkonferenz 1975 in Mexiko-Stadt.